# Wallfahrtskirche zu den 14 Nothelfern (Einkorn)

Wallfahrtskirche zu den 14 Nothelfern".

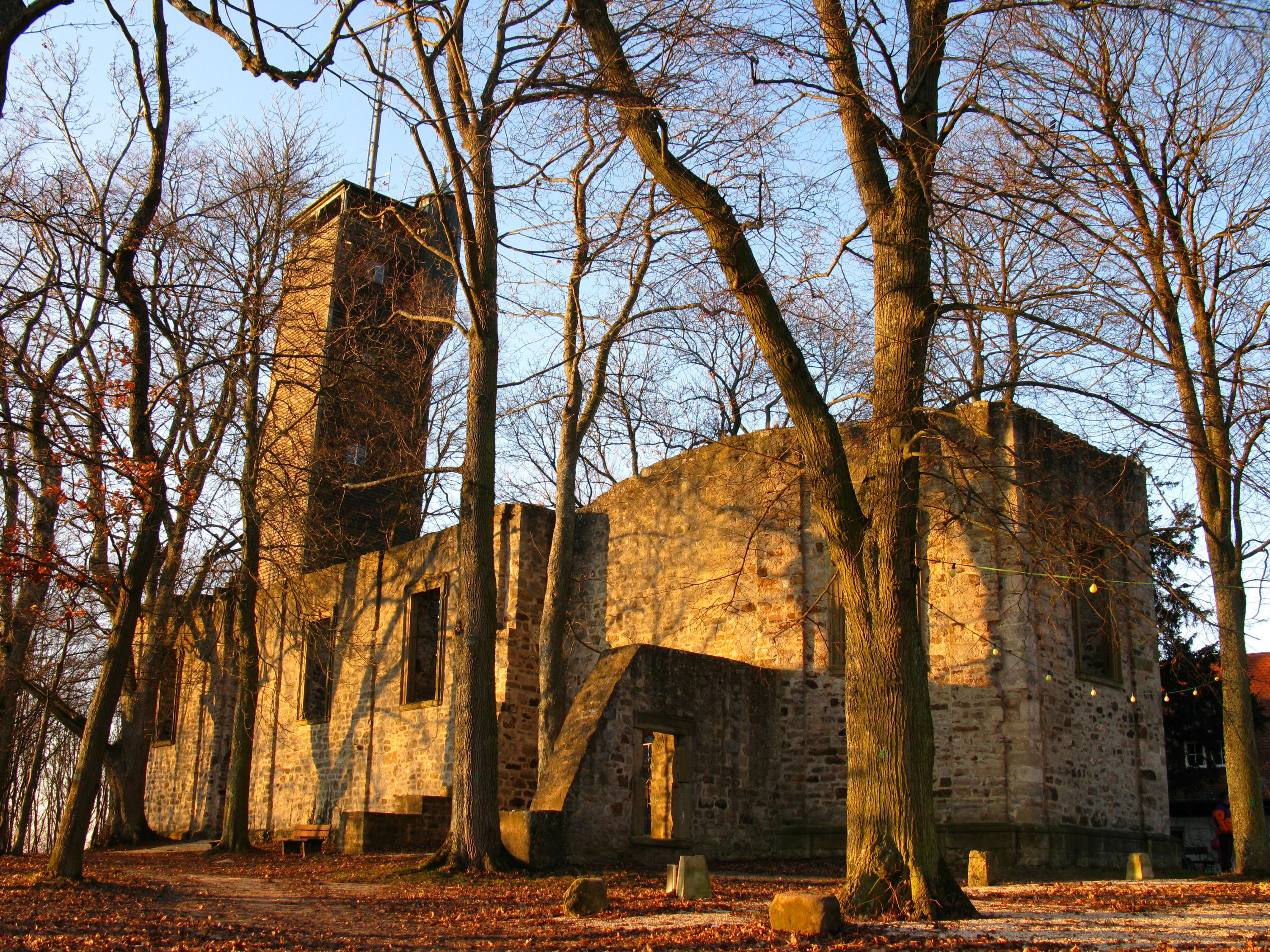
Die Ruine der Wallfahrtskirche.

Die Wallfahrtskirche zu den 14 Nothelfern befand sich auf dem Bergsporn Einkorn in den nördlichen Limpurger Bergen bei Hessental, einem Stadtteil von Schwäbisch Hall. Sie war den Vierzehn Nothelfern geweiht.

## Geschichte
Seit 1472 ist eine 14-Nothelfer-Wallfahrt auf dem Einkorn belegt, die bis in die Reformationszeit bestand. 1506 wurde eine Kapelle erbaut. 1670 blühte die Wallfahrt erneut auf. 1682/83 wurde die Kapelle als barocke Wallfahrtskirche erweitert und 1710 nach Plänen von Joseph Greissing umgebaut.
Nachdem am 6. Mai 1814 der Blitz eingeschlagen hatte, brannte die Kirche ab, der Bau blieb als Ruine stehen. Am ehemaligen Hauptportal wurde später ein 28 m hoher Aussichtsturm (König-Karl-Turm) gebaut, der am 1. Mai 1893 eröffnet wurde. Im Jahre 1877 fertigte Johann Friedrich Reik nach älteren Darstellungen aus dem Jahre 1799 eine Zeichnung an.